# Viktorie (britská princezna)
Princezna Viktorie (Viktorie Alexandra Olga Marie; 6. července 1868, Marlborough House, Londýn - 3. prosince 1935, Coppins House) byla čtvrté dítě a druhá dcera krále Eduarda VII. a královny Alexandry a mladší sestra krále Jiřího V.

## Původ a vzdělání

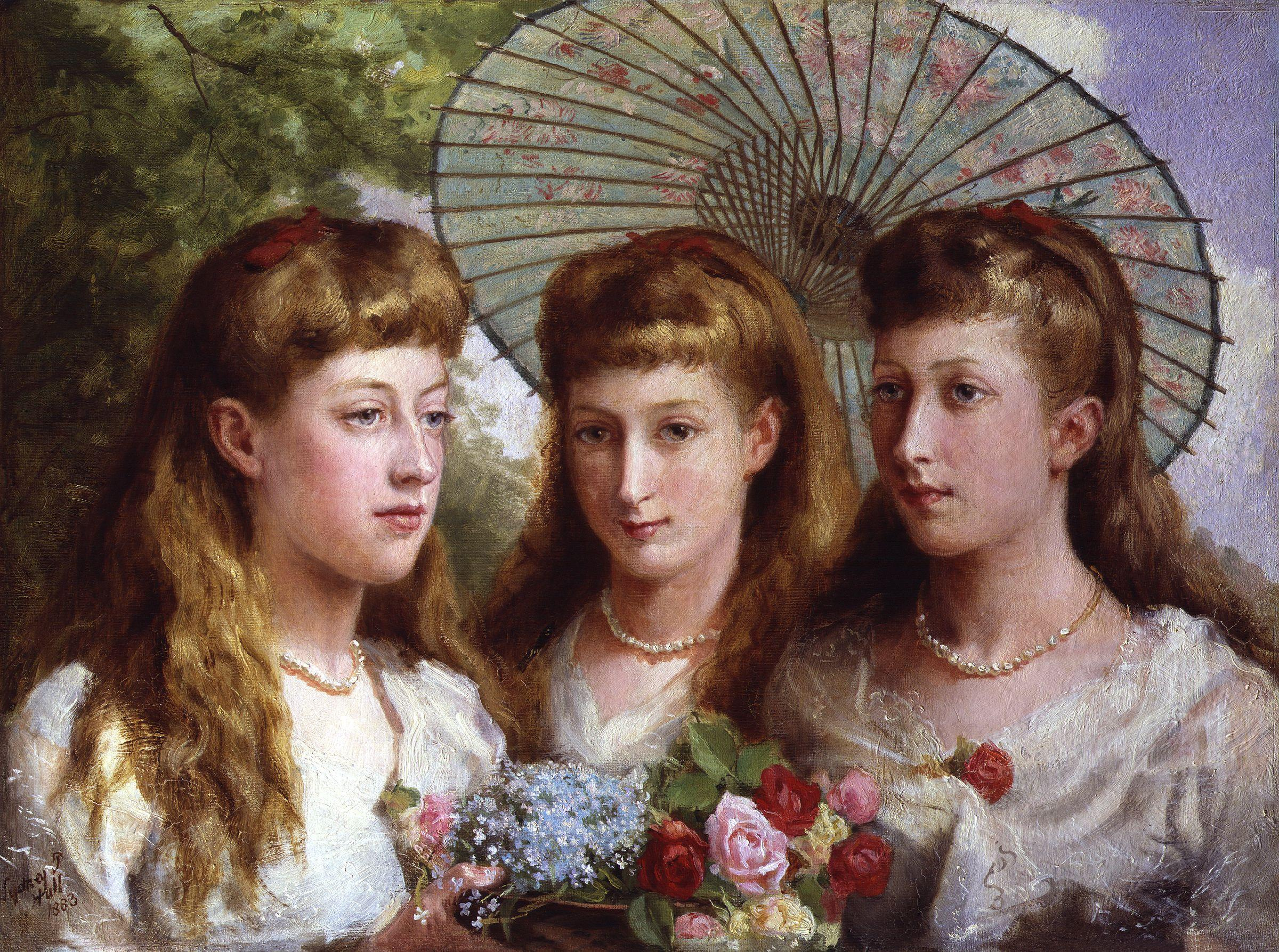
Princezna Viktorie (vpravo) se svými sestrami Luisou (vlevo) a Maud (uprostřed) (1883).

Victoria Alexandra Olga Maria se narodila 6. července 1868 v Marlborough House v Londýně. Byla čtvrtým dítětem Alberta Edwarda, prince z Walesu, a jeho manželky Alexandry, princezny z Walesu. Viktoriin otec byl nejstarším synem královny Viktorie a prince Alberta. Její matka byla nejstarší dcerou krále Kristiána IX. a dánské královny Luisy. Mezi svými blízkými byla princezna známá jako Toria. Od narození měla jako vnučka britského panovníka titul Její královská Výsost princezna Viktorie z Walesu.
Princezna Viktorie byla pokřtěna 6. srpna 1868 v Marlborough House londýnským biskupem Archibaldem Campbellem Taitem. Mezi jejími jedenácti kmotry byli mj. ruský car Alexandr II., jeho syn (a pozdější ruský car) cesarevič Alexandr, Artur Vilém, vévoda z Connaught, hesenský velkovévoda Ludvík IV., řecká královna Olga Konstantinovna. 
Viktorie většinu svého dětství a mládí strávila v Sandringhamu, sídle svých rodičů v Norfolku, a ve svém rodném Marlborough House. Příležitostně trávila léto v Dánsku, vlasti své matky. Stejně jako jejím dvěma sestrám Luise a Maud se jí dostalo omezeného formálního vzdělání, jež spočívalo v rukou řady učitelů a vychovatelek.
Obzvláště blízký a vřelý vztah měla se svým bratrem Jiřím, pozdějším králem Jiřím V.

## Osobní život
V roce 1885 byla Viktorie družičkou na svatbě své tety princezny Beatrix s princem Jindřichem z Battenbergu a také na svatbě svého bratra Jiřího, vévody z Yorku, a Viktorie Marie z Tecku, budoucího krále a královny Spojeného království.

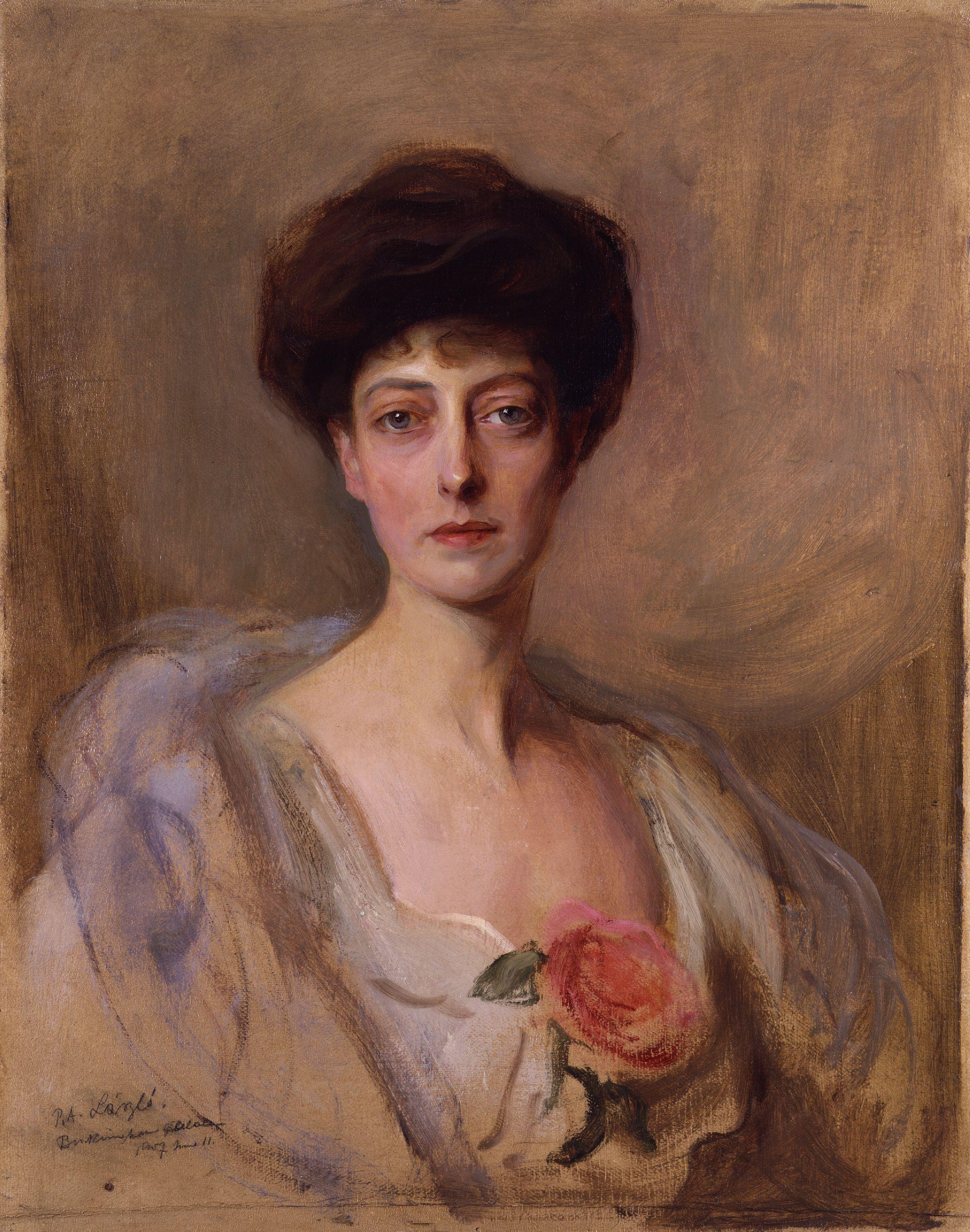
Princezna Viktorie na portrétu Philipa A. de Lászla, 1907

V mládí byla popisována jako „živá, rozpustilá dívka... chytrá, vysoká a elegantní; měla úžasný smysl pro humor a s každým byla dobrá kamarádka; měla velké výrazné modré oči; nic nepředstírala, ani v ní nebyl náznak vysokého postavení“. Viktorie milovala jízdu na koni, jízdu na kole, četbu, poslech hudby a tanec. Princezninou zvláštní vášní bylo fotografování. Poskládala několik alb rodinných fotografií. Viktoriiny práce byly vystaveny na několika různých výstavách. Měla velmi ráda zvířata. Jejími oblíbenci byli psi jménem Sam, Mas a Punchy. Šest let měla Viktorie ochočeného holuba, kterého s sebou brala na procházky a cesty v malém košíku.
Viktorie udržovala přátelské vztahy se svými příbuznými v Rusku a Řecku. Budoucí ruský car Mikuláš II., který byl jejím bratrancem z prvního kolena (synem sestry její matky) a byl přesně stejného věku, byl do ní v mládí zamilovaný. Carevič měl Viktorii rád pro její vážnost, důkladnost a „neženskou mysl“. V roce 1889 při popisu princezny řekl Mikuláš svému blízkému příteli a švagrovi, velkoknížeti Alexandru Michajloviči: „Je to opravdu úžasné stvoření, a čím více a hlouběji se noříš do její duše, tím jasněji vidíš všechny její přednosti a vlastnosti. Musím se přiznat, že zpočátku je velmi těžké se v ní zorientovat, tj. poznat její pohled na věci a lidi, ale tato obtížnost je pro mě zvláštním kouzlem, které nedokážu vysvětlit." Princezna Viktorie zaujala i velkoknížete Alexandra Michajloviče a později jí byl okouzlen i velkokníže Michal Alexandrovič.
Dalším kandidátem na Viktoriina budoucího manžela byl její bratranec, dánský korunní princ Kristián, který se později stal Kristiánem X. Princezna ho ke zklamání svých rodičů odmítla. Dalším uchazečem o sňatek byl portugalský král Karel I. Ten požadoval, aby Viktorie přijala katolickou víru, což se nelíbilo jejím rodičům. O její pozornost se marně pokoušel také 5. hrabě z Rosebery. Viktorie se nikdy nevdala a její matka prý toto rozhodnutí podporovala.
Viktorie si byla obzvlášť blízká se svými rodiči, a když se objevila na veřejnosti, bylo to obvykle v jejich společnosti, jak bylo v té době obvyklé u svobodné dospělé ženy. Princezna doprovázela své rodiče při oficiálních událostech a ceremoniích a pomáhala jim i v soukromém životě. Její sestřenice, ruská velkokněžna Olga Alexandrovna, v pozdějším věku poznamenala, že jí bylo Viktorie „velmi líto“, protože se v rodině jevila jako „opěvovaná služka své matky“, a její setrvání v neprovdané rodině přičítala nechuti odporovat matce. „Měla jsem v sobě něco z rebelky. To Toria neměla."
Jakkoli si byla Viktorie blízká se svými rodiči, nejbližší osobou jí byl její starší bratr Jiří, který se v roce 1910 stal králem a císařem. Po celou dobu jejich životů, které skončily v rozmezí jednoho měsíce, udržovali král a jeho sestra vřelý vztah. Měli podobné povahy a společný smysl pro humor. Když Viktorie v roce 1935 zemřela, král řekl: „Jak mi budou chybět naše každodenní telefonáty. Nikdo neměl takovou sestru jako já." Král zemřel měsíc po smrti své sestry. Nebyla si blízká s jeho manželkou, královnou Marií, kterou označila za „strašně nudnou," což přičítala jejich rozdílným povahám, vzdělání a zájmům.

## Poslední léta života a smrt

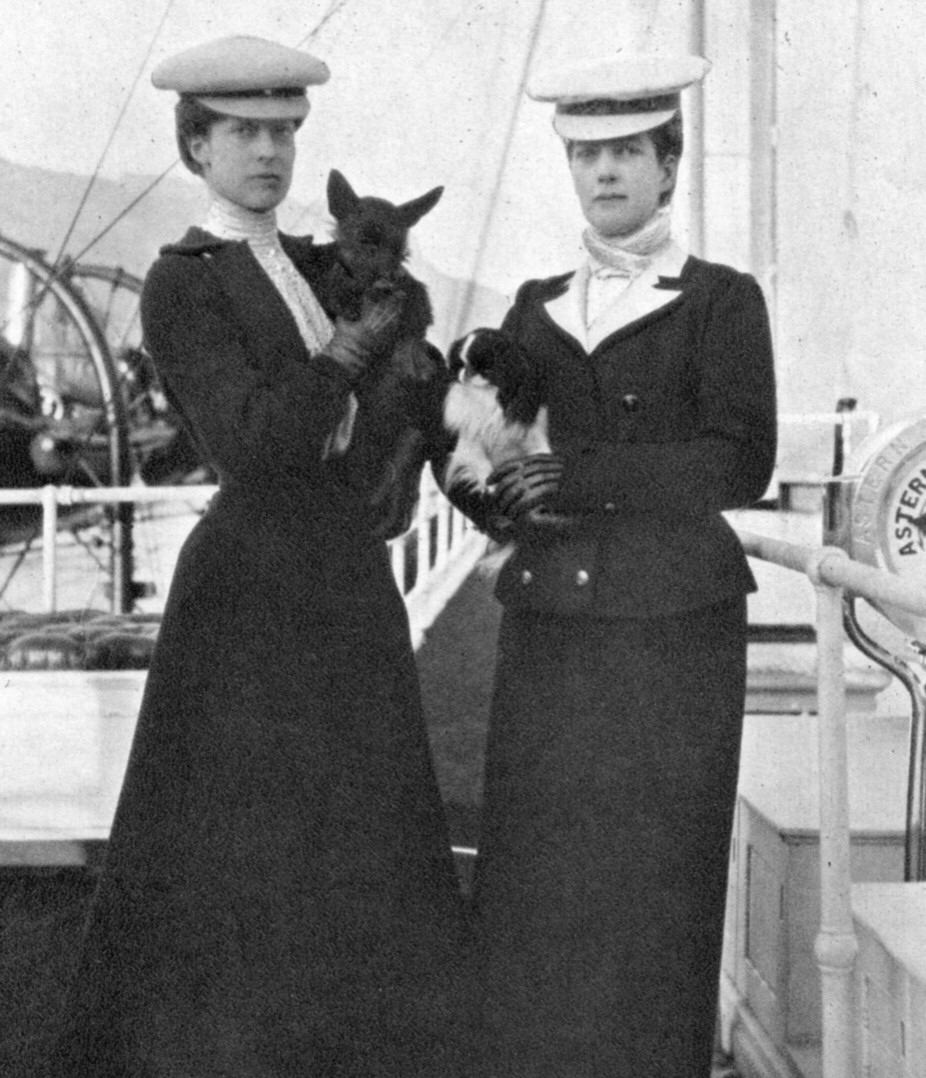
Princezna Viktorie se svou matkou královnou Alexandrou, 1902

Ve dnech 22. až 24. března 1905 uskutečnila princezna Viktorie spolu se svou matkou, mladší sestrou Maud (budoucí norskou královnou) a bratrancem/švagrem Karlem (budoucím norským králem Haakonem VII.) oficiální návštěvu Portugalska na královské jachtě HMY Victoria and Albert, která se konala po návštěvě portugalského panovníka ve Spojeném království o rok dříve. První den příjezdu zůstala Viktorie kvůli špatnému zdravotnímu stavu na královské jachtě. Královna Alexandra s dcerou princeznou Maud a princem Karlem se setkala s královnou Amelií a královnou vdovou Marií Piou. Následujícího dne navštívila Viktorie v doprovodu své sestry krále, královnu a jejich syny. 24. března britští hosté odjeli zpět do své vlasti
Po otcově smrti v roce 1910 zůstala Viktorie ve stínu své matky. Královna Alexandra trpěla neustálými depresemi a byla prakticky hluchá. Viktorie matku doprovázela při jejích návštěvách různých institucí a na dovolené. Jednou, když se královna vdova nemohla zúčastnit charitativní akce Alexandra Rose Day, poslala své dcery Luisu a Viktorii společně a ta si později do deníku zapsala, že „bylo hrozné být tam bez drahé maminky.“ Vzhledem k přetrvávajícímu nepřátelství veřejnosti vůči Německu během první světové války se král Jiří V. rozhodl vzdát se všech německých titulů a vyznamenání. Požádal všechny členy královské rodiny, aby učinili totéž. Král přejmenoval vládnoucí dynastii ze Sasko-Kobursko-Gothajské na Windsorskou podle svého oblíbeného hradu. Princezna Viktorie následovala jeho příkladu a přijala příjmení Windsor.
Po smrti královny Alexandry v roce 1925 se Viktorie přestěhovala do Coppins ve vesnici Iver v hrabství Buckinghamshire, kde žila až do své smrti. V posledních letech svého života se Viktorie ráda věnovala poslechu hudby, zahradničení a aktivně se podílela na řešení místních záležitostí a problémů. Viktorie se stala mecenáškou mladé violoncellistky Beatrice Harrisonové a jejích sester May a Margaret, které rovněž studovaly hudbu, a zaplatila Harrisonové cenné violoncello Guarneri. Viktorie pravidelně přijímala sestry Harrisonovy ve svém domě a v Sandringhamu a navštěvovala s nimi koncerty ve Wigmore Hall. V srpnu 1928 také pověřila společnost HMV, aby jí pořídila několik soukromých nahrávek: nahrávky, zachycující Viktorii u klavíru doprovázející Beatrice Harrisonovou na violoncello a May Harrisonovou na housle, byly o mnoho let později komerčně vydány, ačkoli Viktoriino hudební nadání vyvolalo smíšené reakce.
Mezi další Viktoriiny přátele patřili členové rodiny Musgravů, ovdovělý 5. hrabě z Rosebery a Violet Vivianová, bývalá dvorní dáma královny Alexandry. Lady Musgraveová byla Viktoriinou celoživotní přítelkyní a dvorní dámou. Princezna pomáhala Violet Vivianové při navrhování zahrady Cestyll Garden u vesnice Cemaes na severozápadním pobřeží Anglesey.
Viktorie zemřela v ranních hodinách 3. prosince 1935 ve věku 67 let ve svém domě. Její zdravotní stav byl v předchozím měsíci špatný, což vyvrcholilo 1. prosince těžkým krvácením. Začátek zasedání parlamentu (State Opening of Parliament) plánovaný na 3. prosince byl v reakci na její úmrtí zrušen a místo toho již napsanou královskou řeč přečetl poslancům bez obřadu lord kancléř.
Její pohřeb se konal 7. prosince 1935 v kapli svatého Jiří na hradě Windsor. Mezi přítomnými na pohřbu byl i Viktoriin bratr Jiří V. Sám Jiří byl ve špatném zdravotním stavu a jeho lékař usiloval o zkrácení pohřebního obřadu; neuspěl a Jiřího konečné zhoršení zdravotního stavu a smrt krátce poté byly později přičítány fyzickému vypětí z dlouhého obřadu. Viktoriiny ostatky byly později převezeny a 8. ledna 1936 znovu pohřbeny na královském pohřebišti ve Frogmore ve Windsor Great Parku.

## Tituly a vyznamenání

Erb princezny Viktorie

### Tituly
- 1868 – 1901: Her Royal Highness Princess Victoria of Wales
- 1901 – 1935: Her Royal Highness The Princess Victoria

### Vyznamenání
- GBE: Dame Grand Cross of the Order of the British Empire
- GCVO: Dame Grand Cross of the Royal Victorian Order
- VA: Královský řád Viktorie a Alberta
- CI: Řád koruny Indie
- Jeruzalémský kříž

## Rodokmen
|                   |                                                               |  |                                                              |                                        |  |  |  |  |  |  |  | František Sasko-Kobursko-Saalfeldský |
|                   |                                                               |  |                                                              |                                        |  |  |  |  |  |  |  |                                      |
|                   | Ernest I. Sasko-Kobursko-Gothajský                            |  |                                                              |                                        |  |  |  |  |  |  |  |                                      |
|                   |                                                               |  |                                                              |                                        |  |  |  |  |  |  |  |                                      |
|                   |                                                               |  |                                                              | Augusta Reuss Ebersdorf                |  |  |  |  |  |  |  |                                      |
|                   |                                                               |  |                                                              |                                        |  |  |  |  |  |  |  |                                      |
|                   | princ Albert                                                  |  |                                                              |                                        |  |  |  |  |  |  |  |                                      |
|                   |                                                               |  |                                                              |                                        |  |  |  |  |  |  |  |                                      |
|                   |                                                               |  |                                                              | Augustus Sasko-Gothajsko-Altenburský   |  |  |  |  |  |  |  |                                      |
|                   |                                                               |  |                                                              |                                        |  |  |  |  |  |  |  |                                      |
|                   | Luisa Sasko-Gothajsko-Altenburská                             |  |                                                              |                                        |  |  |  |  |  |  |  |                                      |
|                   |                                                               |  |                                                              |                                        |  |  |  |  |  |  |  |                                      |
|                   |                                                               |  |                                                              | Luisa Šarlota Meklenbursko-Zvěřínská   |  |  |  |  |  |  |  |                                      |
|                   |                                                               |  |                                                              |                                        |  |  |  |  |  |  |  |                                      |
|                   | Eduard VII.                                                   |  |                                                              |                                        |  |  |  |  |  |  |  |                                      |
|                   |                                                               |  |                                                              |                                        |  |  |  |  |  |  |  |                                      |
|                   |                                                               |  |                                                              | Jiří III.                              |  |  |  |  |  |  |  |                                      |
|                   |                                                               |  |                                                              |                                        |  |  |  |  |  |  |  |                                      |
|                   | Eduard August Hannoverský                                     |  |                                                              |                                        |  |  |  |  |  |  |  |                                      |
|                   |                                                               |  |                                                              |                                        |  |  |  |  |  |  |  |                                      |
|                   |                                                               |  |                                                              | Šarlota Meklenbursko-Střelická         |  |  |  |  |  |  |  |                                      |
|                   |                                                               |  |                                                              |                                        |  |  |  |  |  |  |  |                                      |
|                   | královna Viktorie                                             |  |                                                              |                                        |  |  |  |  |  |  |  |                                      |
|                   |                                                               |  |                                                              |                                        |  |  |  |  |  |  |  |                                      |
|                   |                                                               |  |                                                              | František Sasko-Kobursko-Saalfeldský   |  |  |  |  |  |  |  |                                      |
|                   |                                                               |  |                                                              |                                        |  |  |  |  |  |  |  |                                      |
|                   | Viktorie Sasko-Kobursko-Saalfeldská                           |  |                                                              |                                        |  |  |  |  |  |  |  |                                      |
|                   |                                                               |  |                                                              |                                        |  |  |  |  |  |  |  |                                      |
|                   |                                                               |  |                                                              | Augusta Reuss Ebersdorf                |  |  |  |  |  |  |  |                                      |
|                   |                                                               |  |                                                              |                                        |  |  |  |  |  |  |  |                                      |
| Viktorie Koburská |                                                               |  |                                                              |                                        |  |  |  |  |  |  |  |                                      |
|                   |                                                               |  |                                                              |                                        |  |  |  |  |  |  |  |                                      |
|                   |                                                               |  | Fridrich Karel Ludvík Šlesvicko-Holštýnsko-Sonderburský-Beck |                                        |  |  |  |  |  |  |  |                                      |
|                   |                                                               |  |                                                              |                                        |  |  |  |  |  |  |  |                                      |
|                   | Fridrich Vilém Šlesvicko-Holštýnsko-Sonderbursko-Glücksburský |  |                                                              |                                        |  |  |  |  |  |  |  |                                      |
|                   |                                                               |  |                                                              |                                        |  |  |  |  |  |  |  |                                      |
|                   |                                                               |  |                                                              | Frederika Schliebenská                 |  |  |  |  |  |  |  |                                      |
|                   |                                                               |  |                                                              |                                        |  |  |  |  |  |  |  |                                      |
|                   | Kristián IX.                                                  |  |                                                              |                                        |  |  |  |  |  |  |  |                                      |
|                   |                                                               |  |                                                              |                                        |  |  |  |  |  |  |  |                                      |
|                   |                                                               |  |                                                              | Karel Hesensko-Kasselský               |  |  |  |  |  |  |  |                                      |
|                   |                                                               |  |                                                              |                                        |  |  |  |  |  |  |  |                                      |
|                   | Luisa Karolina Hesensko-Kasselská                             |  |                                                              |                                        |  |  |  |  |  |  |  |                                      |
|                   |                                                               |  |                                                              |                                        |  |  |  |  |  |  |  |                                      |
|                   |                                                               |  |                                                              | Luisa Dánská a Norská                  |  |  |  |  |  |  |  |                                      |
|                   |                                                               |  |                                                              |                                        |  |  |  |  |  |  |  |                                      |
|                   | Alexandra Dánská                                              |  |                                                              |                                        |  |  |  |  |  |  |  |                                      |
|                   |                                                               |  |                                                              |                                        |  |  |  |  |  |  |  |                                      |
|                   |                                                               |  |                                                              | Fridrich Hesensko-Kasselský            |  |  |  |  |  |  |  |                                      |
|                   |                                                               |  |                                                              |                                        |  |  |  |  |  |  |  |                                      |
|                   | Vilém Hesensko-Kasselský                                      |  |                                                              |                                        |  |  |  |  |  |  |  |                                      |
|                   |                                                               |  |                                                              |                                        |  |  |  |  |  |  |  |                                      |
|                   |                                                               |  |                                                              | Karolina Nasavsko-Usingenská           |  |  |  |  |  |  |  |                                      |
|                   |                                                               |  |                                                              |                                        |  |  |  |  |  |  |  |                                      |
|                   | Luisa Hesensko-Kasselská                                      |  |                                                              |                                        |  |  |  |  |  |  |  |                                      |
|                   |                                                               |  |                                                              |                                        |  |  |  |  |  |  |  |                                      |
|                   |                                                               |  |                                                              | Frederik Dánský                        |  |  |  |  |  |  |  |                                      |
|                   |                                                               |  |                                                              |                                        |  |  |  |  |  |  |  |                                      |
|                   | Luisa Šarlota Dánská                                          |  |                                                              |                                        |  |  |  |  |  |  |  |                                      |
|                   |                                                               |  |                                                              |                                        |  |  |  |  |  |  |  |                                      |
|                   |                                                               |  |                                                              | Žofie Frederika Meklenbursko-Zvěřínská |  |  |  |  |  |  |  |                                      |
|                   |                                                               |  |                                                              |                                        |  |  |  |  |  |  |  |                                      |